# Draize
Draize är en kommun i departementet Ardennes i regionen Grand Est (tidigare regionen Champagne-Ardenne) i nordöstra Frankrike. Kommunen ligger  i kantonen Chaumont-Porcien som ligger i arrondissementet Rethel. År 2022 hade Draize 90 invånare.

## Befolkningsutveckling
Antalet invånare i kommunen Draize
Referens: INSEE